# Вакольда
«Вакольда» (исп. Wakolda) — аргентинский фильм режиссёра Лусии Пуэнсо, вышедший на экраны в 2013 году. Сценарий основан на одноимённом романе Пуэнсо «Вакольда» (2011), повествующем о нацисте Йозефе Менгеле, который проводил бесчеловечные эксперименты над людьми в Освенцимe, а впоследствии скрывался в Южной Америке.
Фильм был показан на Каннском кинофестивале 2013 года в рамках программы «Особый взгляд» и был выбран в качестве аргентинской заявки на премию «Оскар» за лучший фильм на иностранном языке, но не был номинирован.
В Испании и США фильм выходил под названием «Немецкий доктор».

## Сюжет
Действие фильма происходит в 1960 году во время изгнания Менгеле в Южной Америке. Под новым именем он переезжает в отель в Патагонии, которым управляют говорящая на немецком Эва и её муж Энсо. После того как Менгеле добился расположения семьи, у него вновь возникает интерес к генетическим экспериментам.
Одной из граней фильма являются отношения между Менгеле и Лилит. При первой встрече взглядами Менгеле подумал, что она идеальна, у Лилит также возникла симпатия. Узнав о замедленном росте Лилит, Менгеле демонстрирует только научный интерес. В середине фильма Лилит целуется со своим одноклассником, Менгеле незаметно наблюдает. Увидев Менгеле, Лилит отталкивает одноклассника. При последней встрече на вопрос Менгеле Лилит отвечает, что не собирается делать всё, что он попросит. Чувства героев оказываются взаимны в начале и в конце.

## В ролях
- Алекс Брендемюль — Йозеф Менгеле
- Флоренсия Бадо — Лилит
- Диего Перетти — Энсо
- Наталия Орейро — Эва
- Элена Рохер — Нора Эльдок
- Гильермо Пфенинг — Клаус

## Отзывы
В целом фильм получил положительные отзывы. На сайте Rotten Tomatoes «Вакольда» имеет рейтинг 75 % на основе 64 рецензий. На сайте Metacritic фильм имеет оценку 62/100.

## Награды и номинации
- 2013 — участие в программе «Особый взгляд» Каннского кинофестиваля.
- 2013 — номинация на приз зрительских симпатий на Чикагском кинофестивале.
- 2013 — приз за лучшую режиссуру на Гаванском кинофестивале.
- 2013 — 10 премий Аргентинской киноакадемии: лучший фильм (Лусия Пуэнсо), режиссёр (Лусия Пуэнсо), актёр (Алекс Брендемюль), актёр второго плана (Гильермо Пфенинг), актриса второго плана (Элена Рохер), актриса-дебютантка (Флоренсия Бадо), монтаж (Уго Примеро), работа художника (Марсело Чавес), дизайн костюмов (Беатрис де Бенедетто), грим (Альберто Мочча). Кроме того, лента получила 6 номинаций.
- 2014 — номинация на премию «Гойя» за лучший латиноамериканский фильм.
- 2014 — номинация на премию «Ариэль» за лучший латиноамериканский фильм.
- 2014 — 4 премии Ассоциации кинокритиков Аргентины: лучший фильм, режиссёр (Лусия Пуэнсо), актриса (Наталия Орейро), актёр второго плана (Гильермо Пфенинг). Кроме того, лента получила 5 номинаций.